# George Erskine
Sir George Watkin Eben James Erskine (Hascombe, 23 agosto 1899 – Rusper, 29 agosto 1965) è stato un generale britannico.

## Biografia
Erskine nacque dal maggior generale George Elphinstone Erskine e da Eva Constance Sarah, figlia del prete Ebenezer Wood Edwards. Studiò alla Charterhouse ed entrò nel Royal Military College, venendo in seguito promosso con il grado di secondo tenente ed arruolato nel King's Royal Rifle Corps nel 1918, combattendo in Francia e in Belgio durante la prima guerra mondiale e frequentò lo Staff College dal 1929 al 1930.

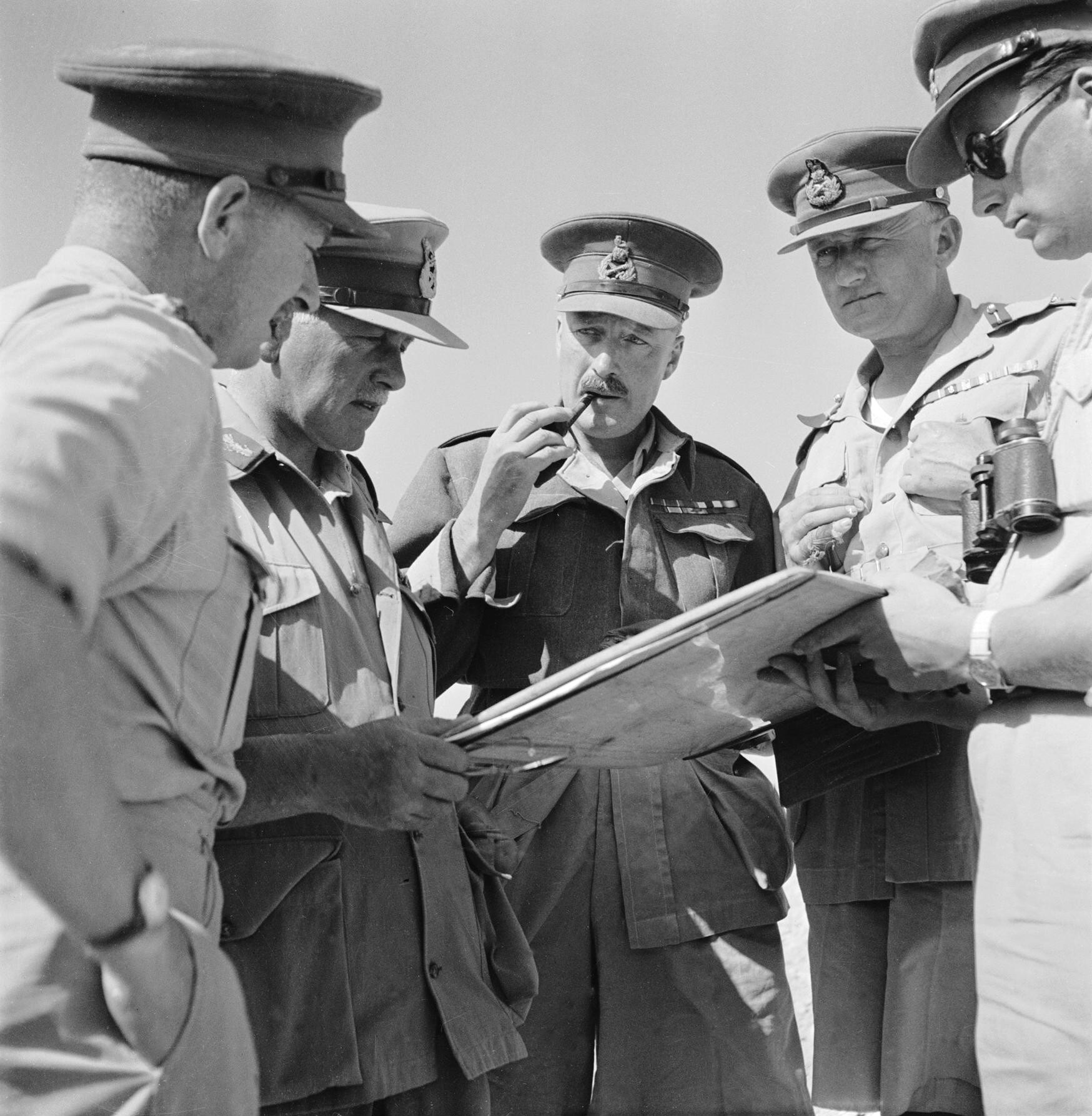
Erskine discute con Neil Ritchie, Willoughby Norrie e William Gott

Nel 1941 fu posto al comando del 2nd Battalion, appartenente alla 69th Infantry Brigade inviata in Nordafrica, venendo decorato con la Distinguished Service Order (DSO) nel 1942. Fu promosso maggior generale il 24 gennaio 1943 e fu posto al comando della 7th Armoured Division, con la quale partecipò alla campagna del Nordafrica, alla campagna d'Italia (1943-1945), allo sbarco in Normandia (Operazione Overlord, Operazione Goodwood e Operazione Bluecoat). Fu promosso comandante della 43rd (Wessex) Infantry Division nel 1945.

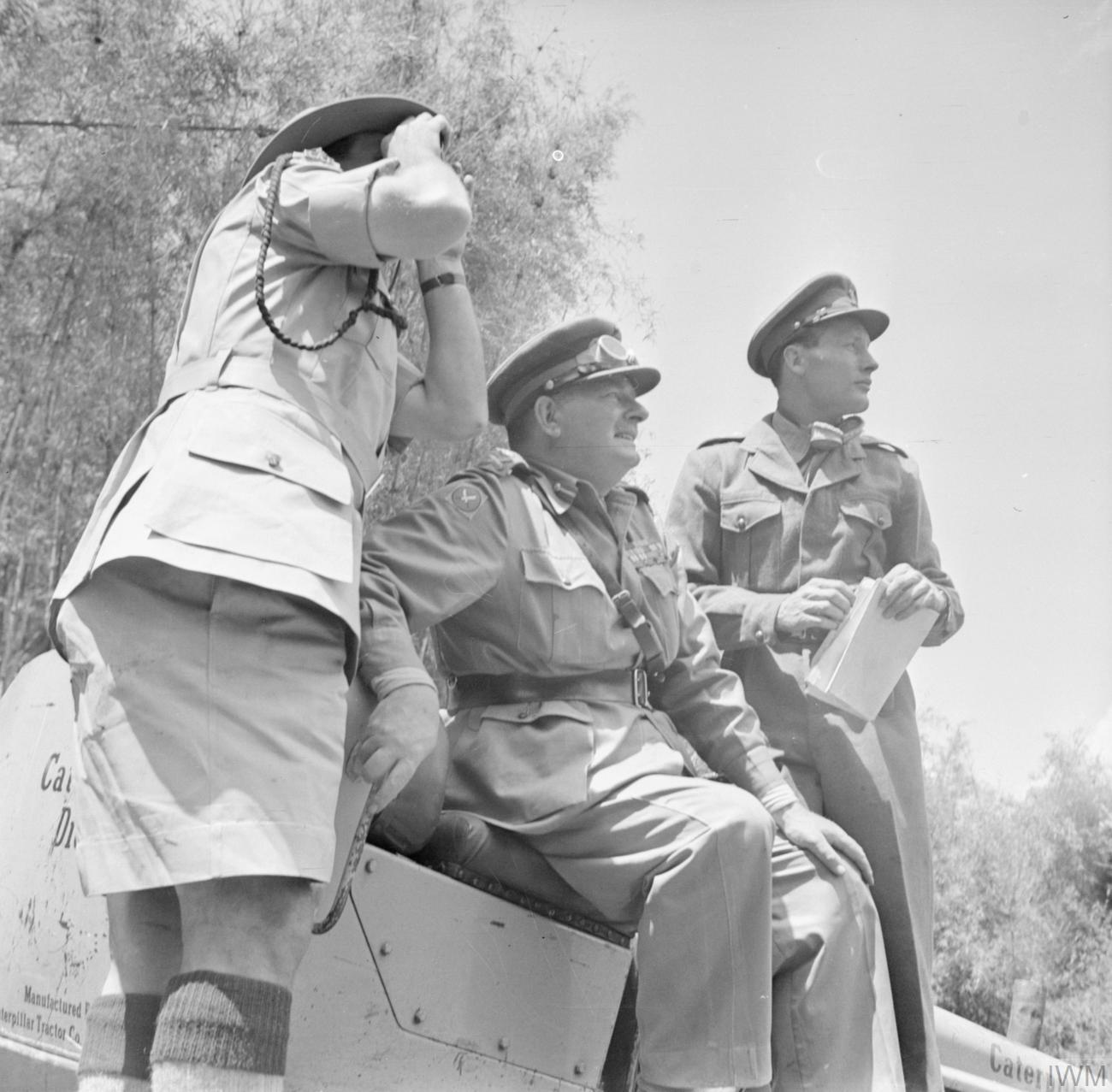
George Erskine (al centro), durante le operazioni contro il movimento Mau Mau

Dopo la guerra, Erskine fu promosso comandante delle truppe britanniche ad Hong Kong nel 1946, Director General of the Territorial Army dal 1948 al 1949 e comandante delle truppe britanniche in Egitto nel 1949 e dell'Eastern Command nel 1952. Nel 1953 fu promosso comandante dell'East Africa Command, durante il movimento Mau-Mau in Kenya e diresse l'Operazione Anvil in Nairobi nell'aprile del 1954. Erskine fu promosso comandante del Southern Command dal 1955 al 1958.
Fu, infine, promosso aiutante di campo della regina Elisabetta II del Regno Unito dal 1955 al 1965.
Erskine sposò Ruby de la Rue, figlia di Sir Evelyn de la Rue nel 1930 ed ebbe due figli e una figlia.